# Rhamphomyia pilifer
Rhamphomyia pilifer är en tvåvingeart som beskrevs av Johann Wilhelm Meigen 1838. Rhamphomyia pilifer ingår i släktet Rhamphomyia och familjen dansflugor. Arten är reproducerande i Sverige. Inga underarter finns listade i Catalogue of Life.

## Bildgalleri

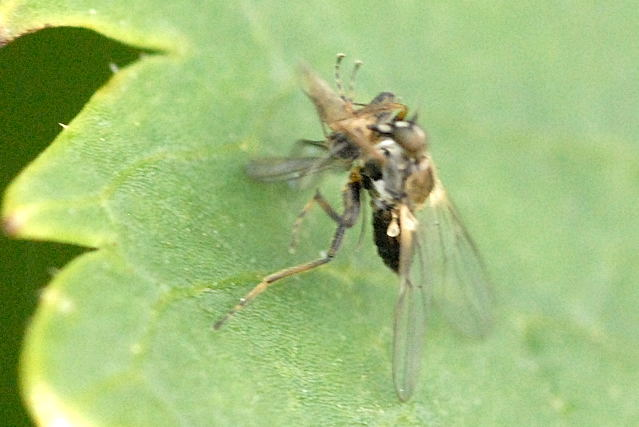